# Дружный (Калининградская область)
Дру́жный — посёлок в Гурьевском городском округе Калининградской области России.

## Население
| 2002 | 2010 | 2011 |
| ---- | ---- | ---- |
| 319  | ↗510 | →510 |

## Улицы
| - ул. Балтийская, - ул. Восточная, - ул. Дзержинского, - ул. Лазурая, - ул. Липовая, | - ул. Осенняя, - ул. Ручейная, - ул. Рябиновая, - ул. Светлая, - ул. Свободы, | - ул. Солнечная, - ул. Спокойная, - ул. Строительная, - пер. Строительный, - ул. Цветочная. |